# Signe Baumane
Signe Baumane (Auce, 7 agosto 1964) è un'animatrice e scrittrice lettone.
È membro dell'Academy of Motion Picture Arts and Sciences, e nel 2005 è stata Fellow in Film della New York Foundation for the Arts. Ha insegnato animazione al Pratt Institute dal 2000 al 2002. Nel suo ultimo film Rocks in My Pockets (2014) ha collaborato con il compositore italiano Kristian Sensini.

## Filmografia

### Animazioni - Cortometraggi
- The Witch And The Cow (1991)
- Tiny Shoes (1993)
- The Gold Of The Tigers (1995)
- Love Story (1998)
- The Threatened One (1999)
- Natasha (2001)
- Five Fucking Fables (2002)
- Woman (2002)
- Dentist (2005)
- Five Infomercials for Dentists (2005)
- Teat Beat of Sex (2007)
- Veterinarian (2007)
- The Very First Desire Now and Forever (2007)
- Teat Beat of Sex: Episodes 8,9,19,11 (2007)
- Birth (2009)

### Animazioni - Lungometraggi
- Rocks In My Pockets (2014)
- My Love Affair With Marriage (2022)

### Video musicali
- Cousin Joe Twoshacks - Tarzan (2014)